# Прушинский, Конрад
Конрад Прушинский (19 Февраля 1851 - 8 Июля 1908), литературный псевдоним Казимир Промык, был польским писателем, издателем, автором букварей и других пособий по обучению навыкам чтения и письма, главным редактором Праздничной Газеты (Gazeta Świąteczna); основателем тайного Общества Народного Образования (Towarzystwo Oświaty Narodowej). Он был отцом польского изобретателя Казимира Прушинского.